# Distrito de Purnia
Purnia (en bihari; पूर्णिया जिला) es un distrito de India en el estado de Bihar. Código ISO: IN.BR.PU.
Comprende una superficie de 3 228 km².
El centro administrativo es la ciudad de Purnia.

## Demografía
Según censo 2011 contaba con una población total de 3 273 127 habitantes.